# Musée des rois de Bavière
Le musée des rois de Bavière (Museum der bayerischen Könige en allemand) est situé à Schwangau aux confins la Souabe en Allemagne. Ouvert en 2011, c'est un haut lieu touristique des Alpes bavaroises. Il retrace l'histoire des princes de la maison de Wittelsbach ayant été rois de Bavière, entre 1806 et 1918.

## Historique
Ce musée est fondé en 2011 par le duc François de Bavière (né en 1933), actuel chef de la maison de Wittelsbach, pour le 125e anniversaire de la disparation du roi Louis II, l'un des plus célèbres membres de sa famille.

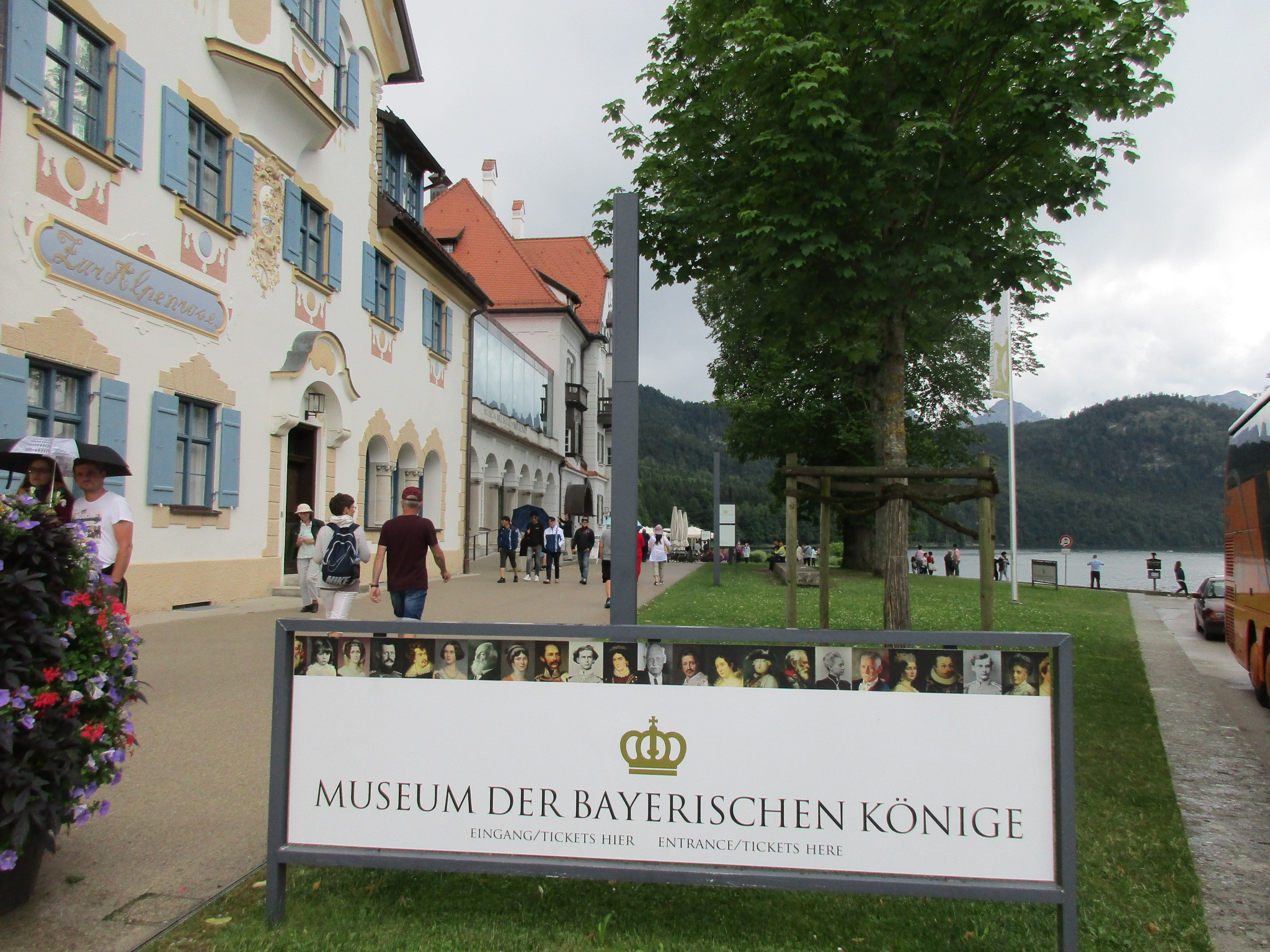
Ancien Grand Hôtel Alpenroseau
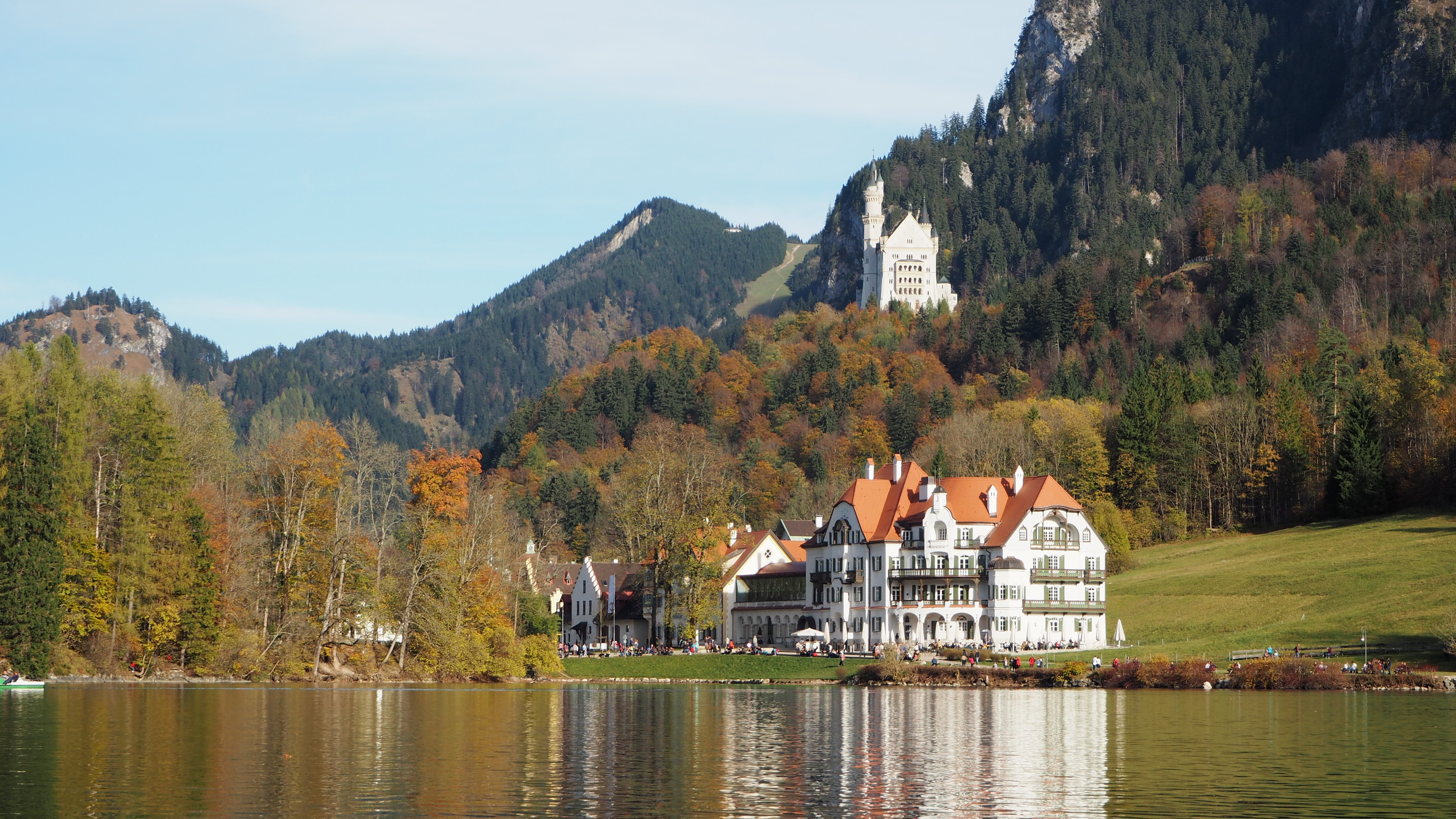
Au bord du lac Alpsee, au pied du château de Neuschwanstein
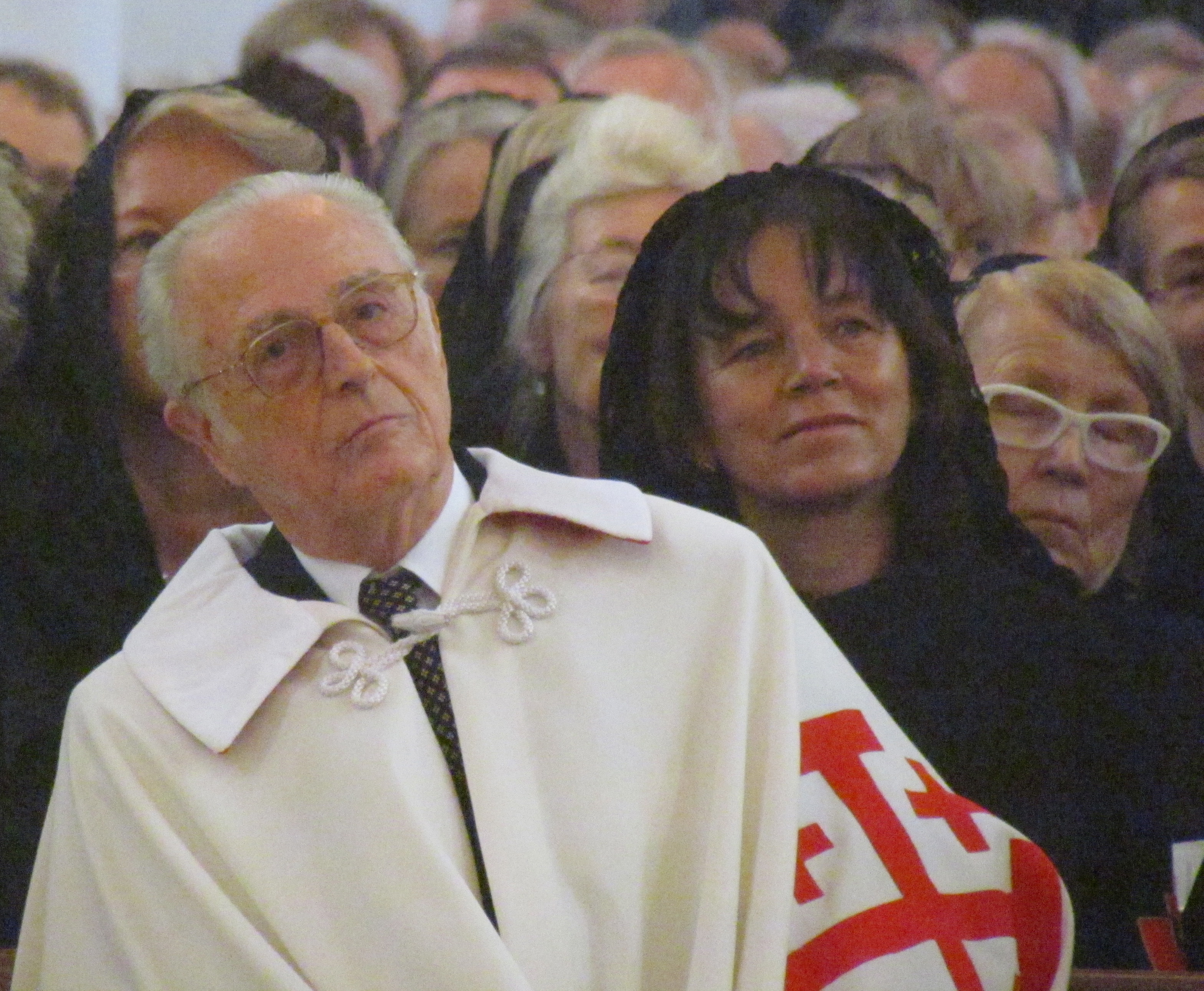
Le duc François de Bavière

Il se situe dans l'ancien Grand Hôtel Alpenroseau du quartier Hohenschwangau de Schwangau, au bord du lac Alpsee, au pied des célèbres château de Neuschwanstein et château de Hohenschwangau, à l'extrémité nord des route du Roi-Louis et route romantique, aux portes de la frontière entre l'Allemagne et l'Autriche.

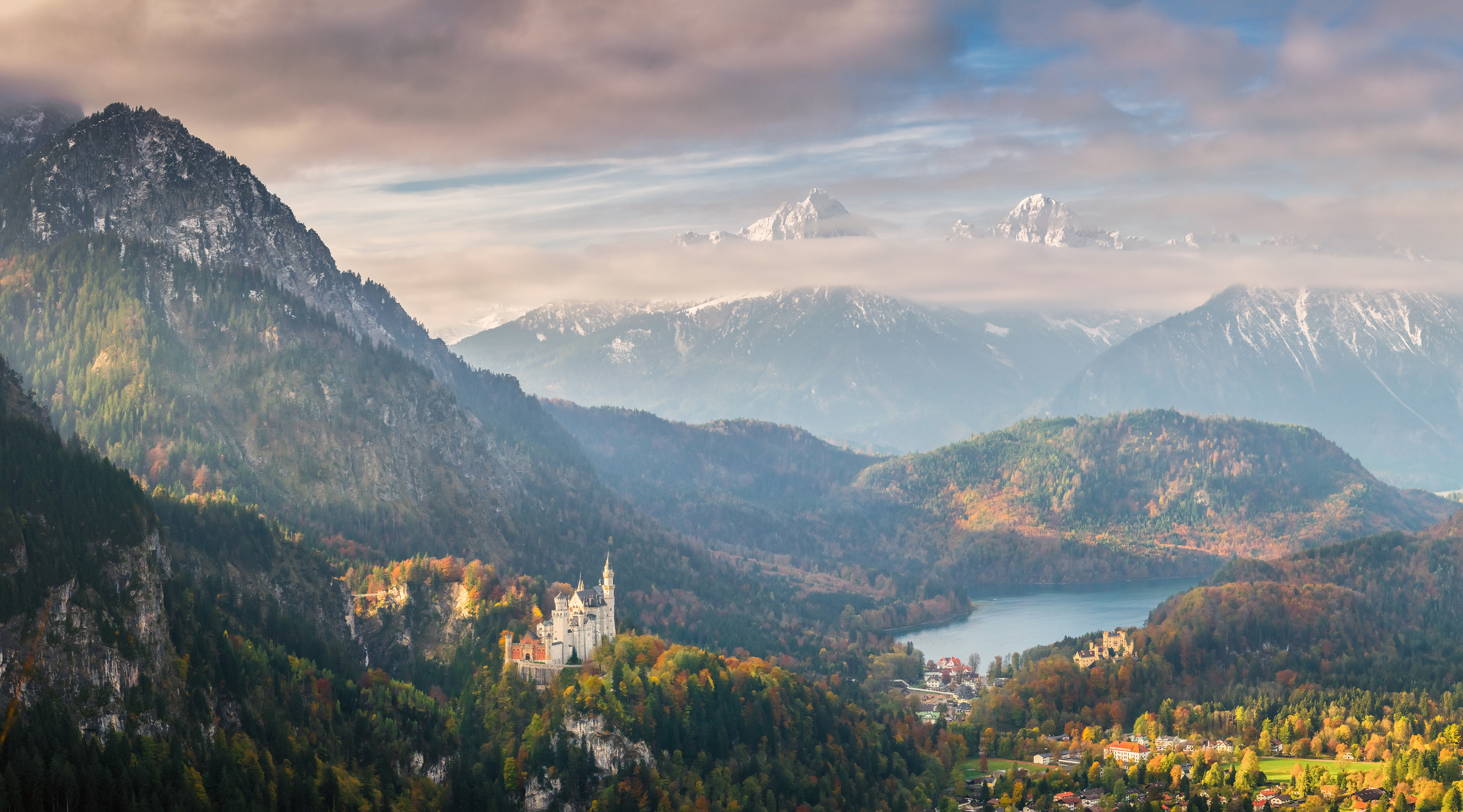
Schwangau et lac Alpsee, dans les Alpes bavaroises
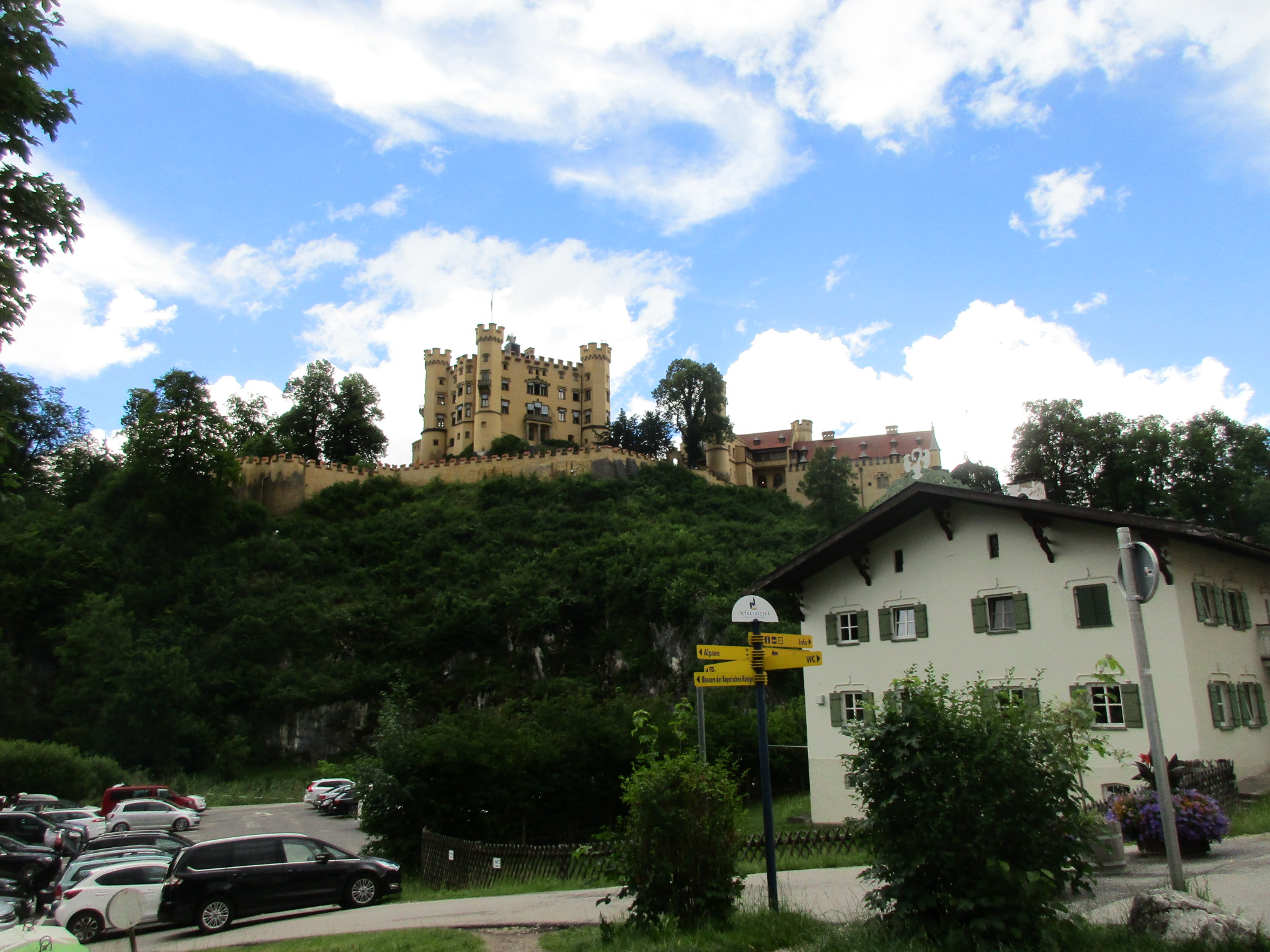
Château de Hohenschwangau

## Musée
Le musée est réalisé par l'architecte allemand Volker Staab. Il expose l'histoire et la généalogie des rois de la maison de Wittelsbach, de ses origines à la révolution allemande de 1918-1919, à nos jours, dans trois grandes salles d'exposition de 1200 m² (les photos intérieures du musée et de ses œuvres ne sont pas libre de droit).

Les rois de Bavière de la maison de Wittelsbach de 1806 à 1918
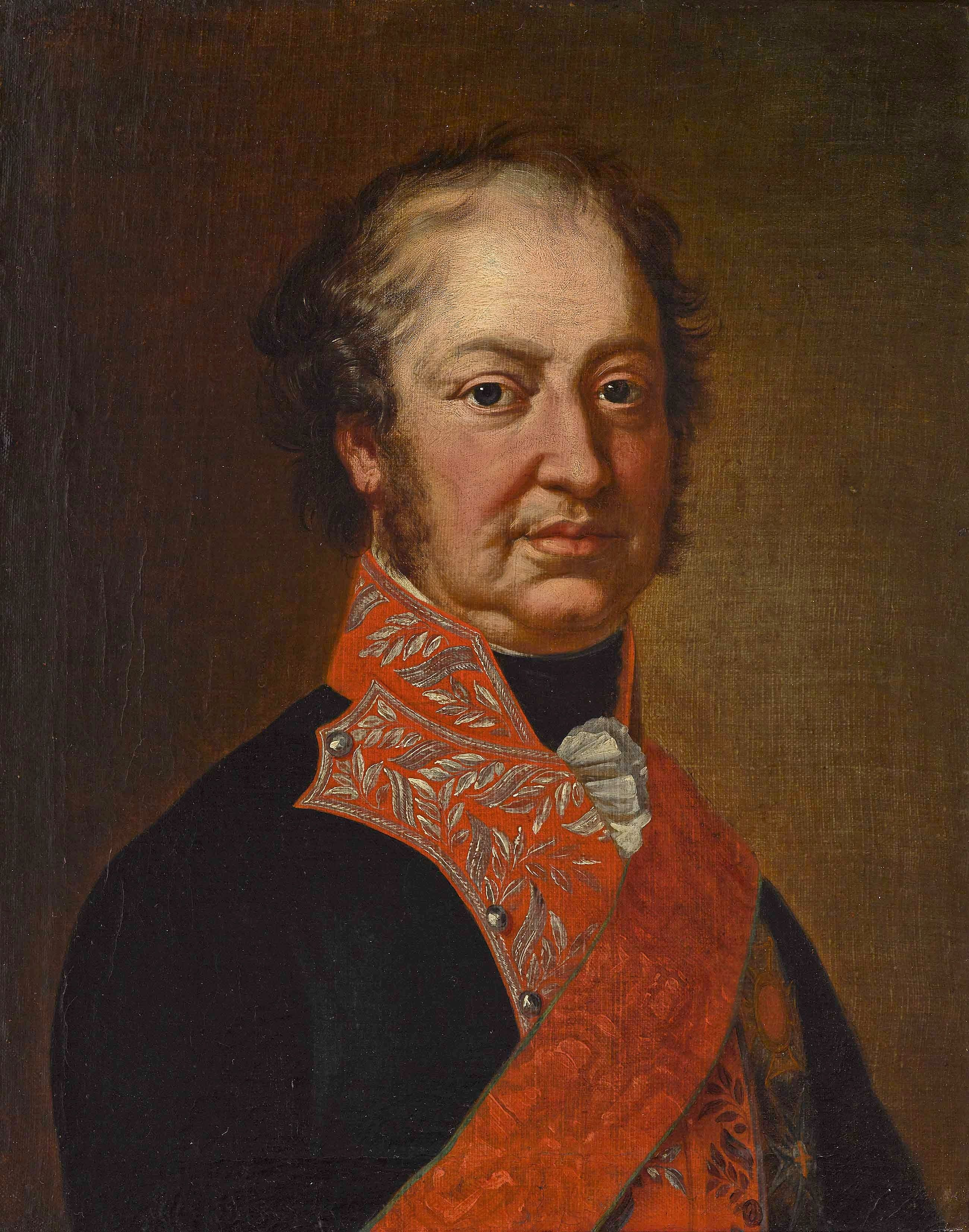
Maximilien Ier
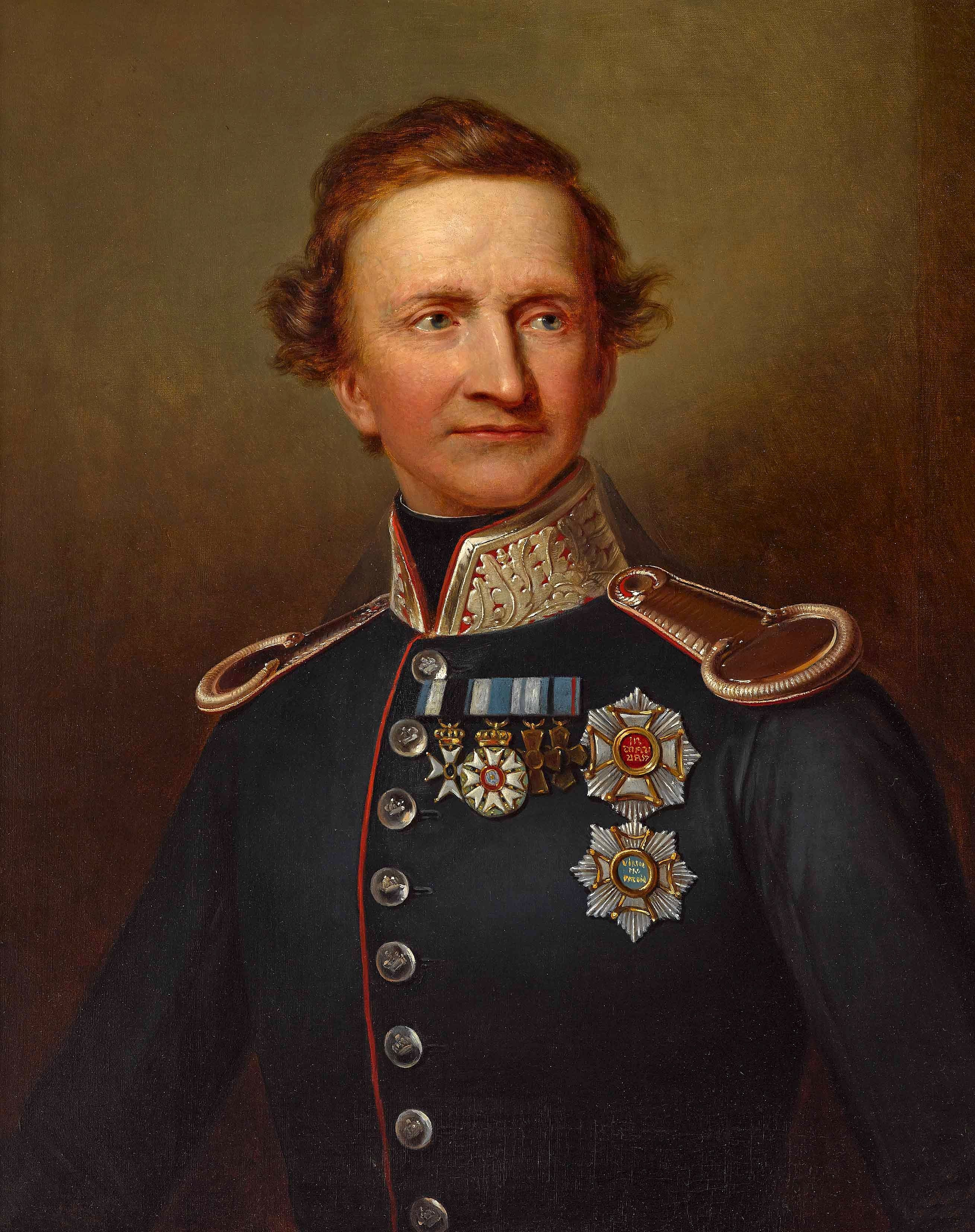
Louis Ier
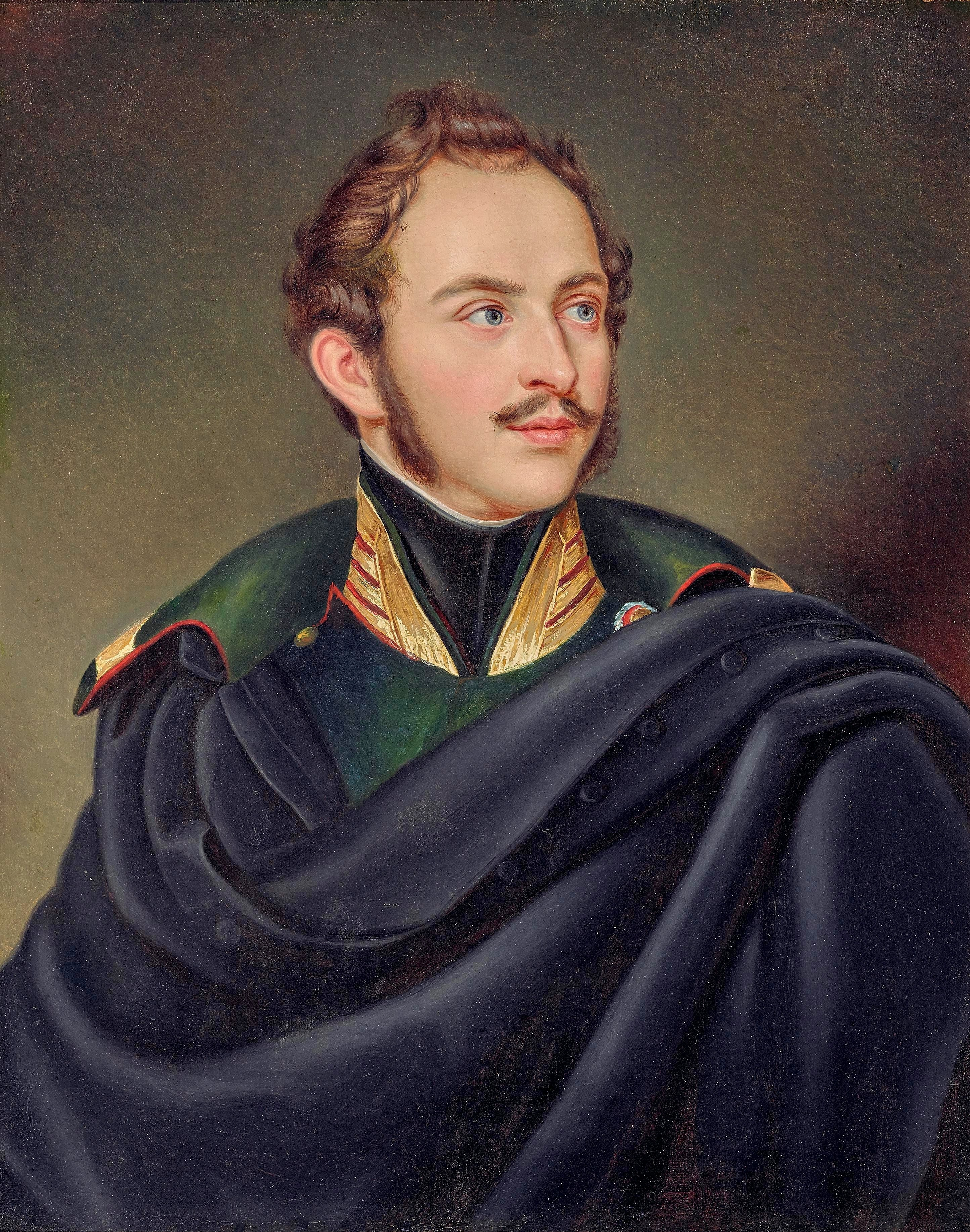
Maximilien II
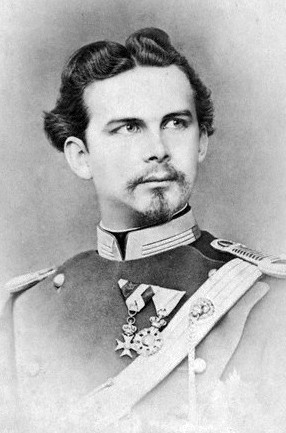
Louis II
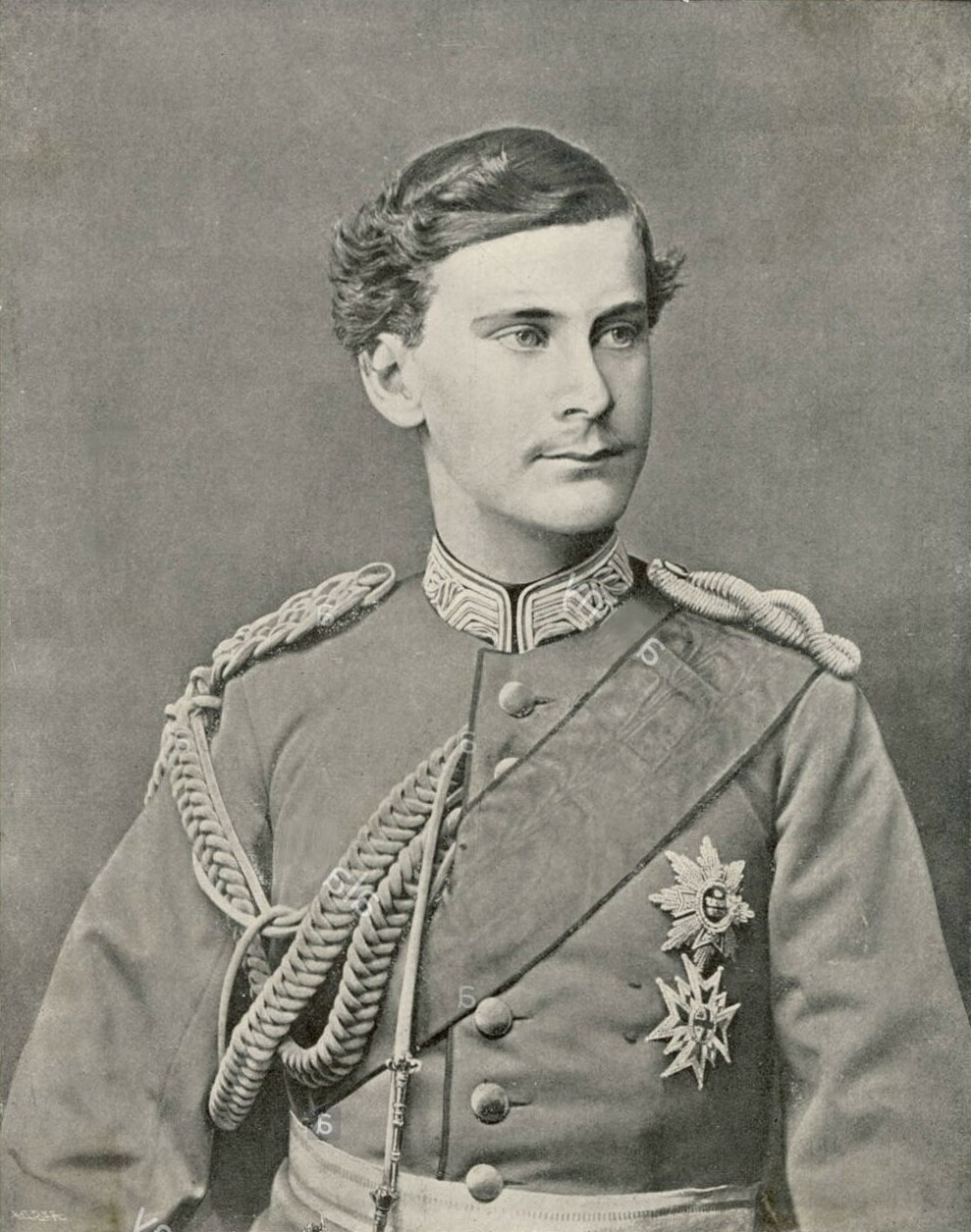
Othon Ier
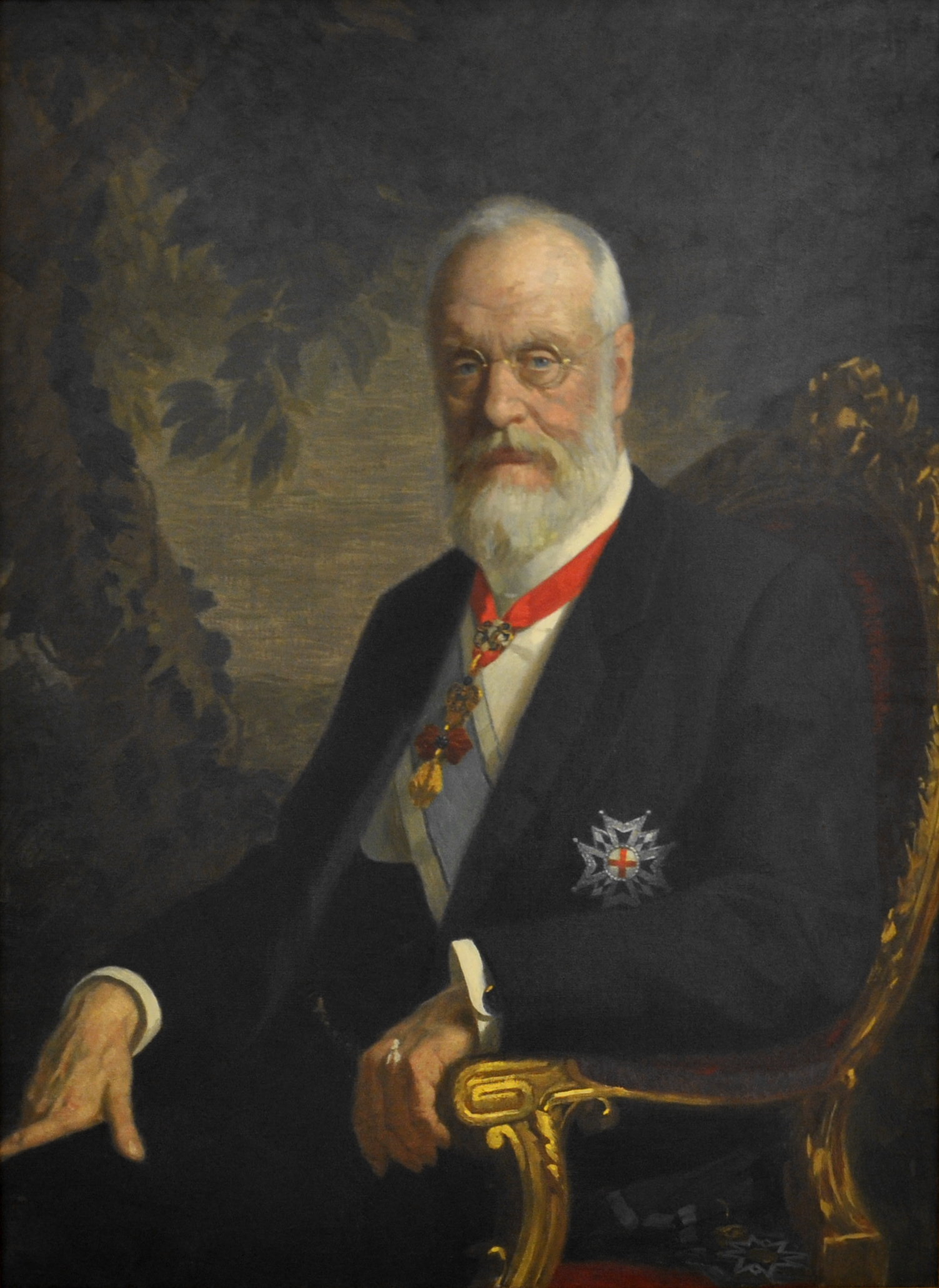
Louis III